# Städtischer Friedhof (Chemnitz)

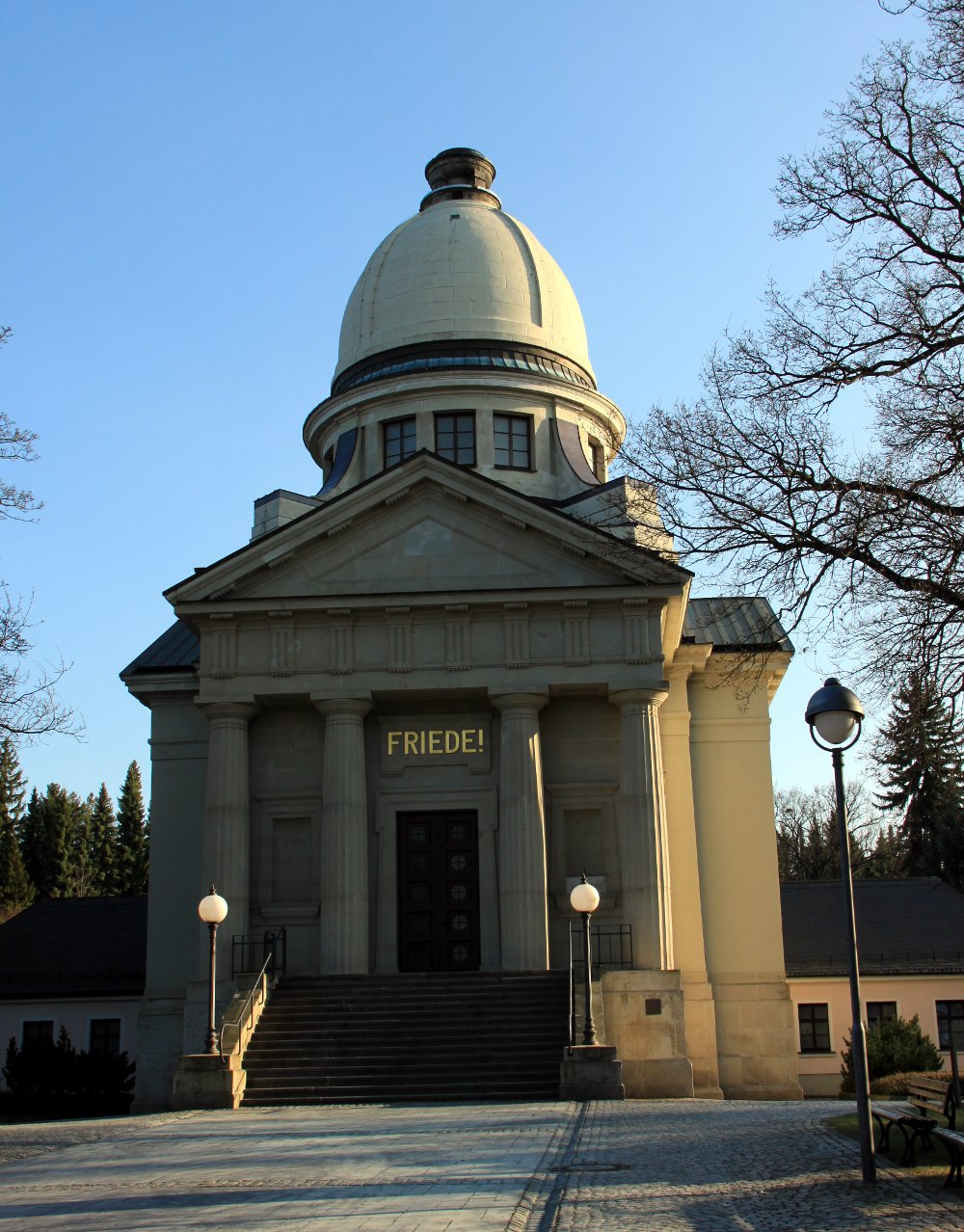
Krematorium

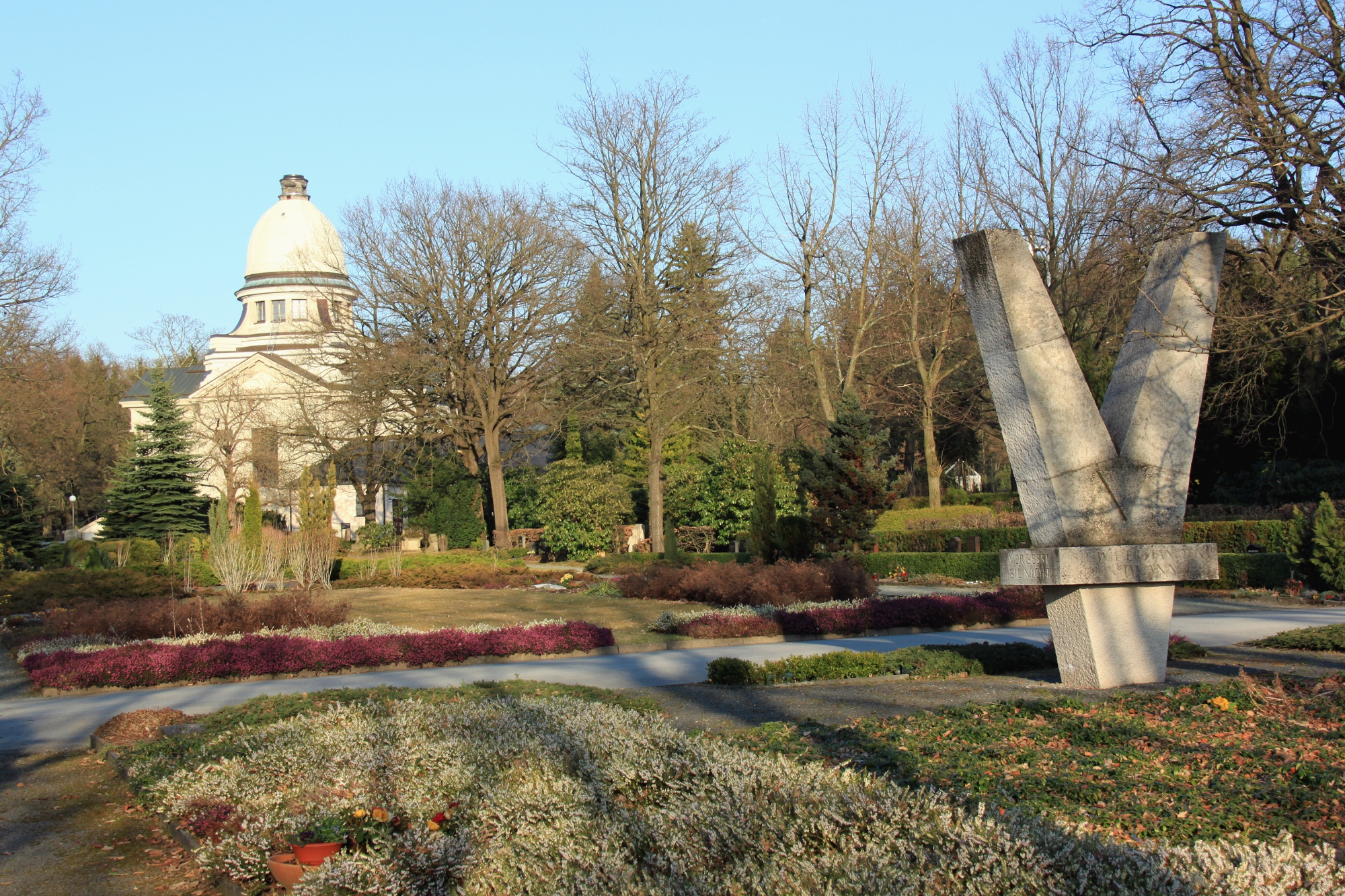
Blick über den Urnenhain, im Vordergrund das Mahnmal für die Opfer des Faschismus

Der Städtische Friedhof, ursprünglich Neuer Friedhof genannt, ist der Hauptfriedhof der Stadt Chemnitz. Er liegt etwas außerhalb des Stadtzentrums im Stadtteil Bernsdorf. Der Friedhof wird begrenzt durch die Augsburger Straße, die Reichenhainer Straße und die Wartburgstraße. Im Westen trennt die Reichenhainer Straße das Krematorium sowie den Urnenhain vom Städtischen Friedhof ab. Die Fläche des Friedhofs misst 30,8 Hektar, die des Urnenhains 8,5 Hektar.

## Anlage
Vor der Anlage des Friedhofs war vor allem der Johannisfriedhof Chemnitz’ wichtigster Friedhof. Mit der Verzehnfachung der Einwohnerzahl auf rund 200.000 im Zuge der Industriellen Revolution von 1830 bis zum Ende des 19. Jahrhunderts und der hohen Sterblichkeit waren die bestehenden Friedhöfe bald nicht mehr aufnahmefähig. Im Jahr 1866 kam es obendrein in Chemnitz zum Ausbruch einer Choleraepidemie, was den Bedarf nach einem neuen Friedhof noch erhöhte. So begannen im Frühjahr 1871 die Arbeiten am Neuen Friedhof.
Die Feierhalle wurde 1872–1873 erbaut, ihre Weihe fand am 28. April 1874 durch Vizebürgermeister Robert Vetters (1825–1895) statt. Anschließend erfolgte auf Kosten der Stadtverwaltung die erste Beerdigung.
Am 27. September 1885 gründete sich auch in Chemnitz ein Verein für Feuerbestattung. Nach langem Widerstand – vor allem seitens der landeskirchlichen Obrigkeit – wurde durch ein höchstrichterliches Urteil festgestellt, dass sich aus den im Königreich Sachsen geltenden Gesetzen kein Verbot für Feuerbestattungen ableiten ließ, diese also erlaubt waren. Daraufhin erwarb der Verein das Gelände des heutigen Urnenhains, und am 15. Dezember 1905 erfolgte der erste Spatenstich zum Bau des Krematoriums. Die Einweihung fand ein Jahr später statt, am 15. Dezember 1906. Am nächsten Tag wurde die erste Einäscherung durchgeführt. Es war das erste Krematorium in Sachsen.
Die 4,10 Meter hohe Christus-Statue aus weißem Marmor steht auf der Freifläche zwischen der Feier- und der Leichenhalle. Durch Stiftungen sowie Spenden von 68 Kirchenvorständen wurden im Jahr 1901 13.750 Mark für dieses Monument auf dem Neuen Friedhof gesammelt. Zwischen Sockel und Sims steht ein Text aus dem Johannesevangelium, Kapitel 14, Vers 19: „Ich lebe und Ihr sollt auch leben“. Die Statue des Bildhauers Richard König wurde am 2. Oktober 1904 enthüllt.

## Mahnmal zum Gedenken an die Opfer des Bombenangriffs vom 5. März 1945

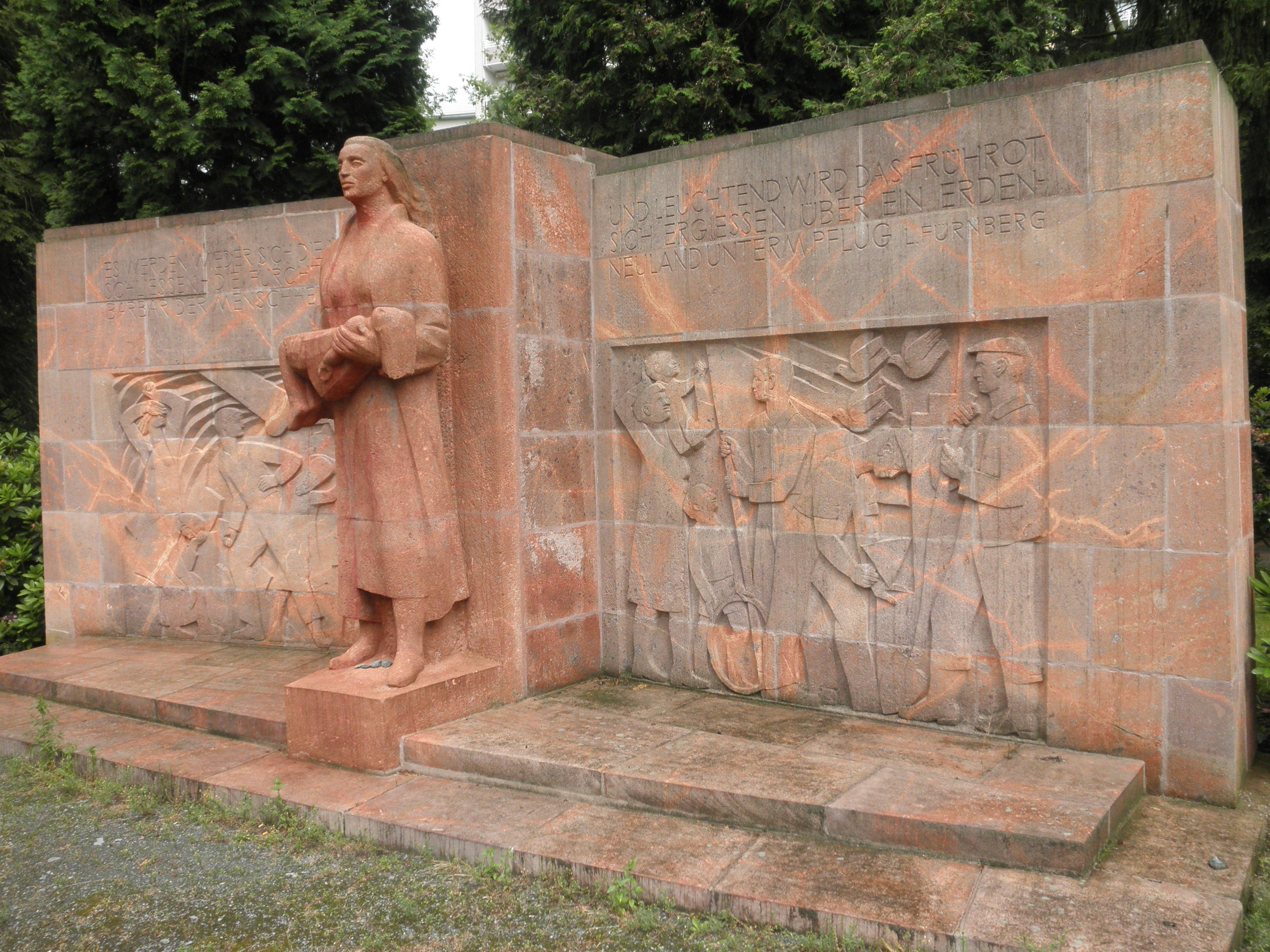
Denkmal für die Bombenopfer von Chemnitz

Die Stadt erteilte dem Chemnitzer Bildhauer Hanns Diettrich den Auftrag zur Schaffung eines Mahnmals zum Andenken an die Opfer der Luftangriffe auf Chemnitz. Auf der Fläche vor dem Mahnmal fanden 1224 Bombenopfer ihre letzte Ruhestätte. Im Mittelpunkt der Plastik sieht man eine trauernde Frau mit dem toten Kind im Arm. Darüber ist ein Gedicht von Louis Fürnberg zu lesen: „Es werden sich die Wunden schließen, die furchtbar der Barbar der Menschheit schlug und leuchtend wird das Frührot sich ergiessen über die Erden-Neuland unterm Pflug.“ 1992 wurde das Mahnmal restauriert, jedoch am 7. März 2020 durch großflächiges Aufbringen linksextremistischer Parolen geschändet.
Am Zugang zu der gleichen Rasenfläche mit den Massengräbern findet sich ein Gedenkstein mit folgender Inschrift: „Zum Gedenken an 4000 Opfer des anglo-amerikanischen Bombenterrors auf Chemnitz am 5. März 1945. Hier fanden 1224 Bombenopfer ihre letzte Ruhestätte.“ Am 5. März 1945 erfolgten die schwersten Luftangriffe, am Tag durch die United States Army Air Forces, in der Nacht durch die britische Royal Air Force und die kanadische Royal Canadian Air Force. Es handelte sich am 5. März 1945 um zwei von insgesamt zehn Luftangriffen auf Chemnitz.
Es gibt fünf Grabfelder mit Bombenopfern auf diesem Friedhof: Nummern 6, 22, 51, 58 (mit Denkmal), 61 (etwa 50 Ausländer: „Vereinte Nationen“).

## Ehrenhain der Sozialisten
Der Ehrenhain der Sozialisten wurde 1982 eingeweiht. Er befindet sich im Norden des Friedhofs. Als Motto der Gedenkstätte wurde die Aussage von Karl Marx gewählt: „Denn das Sehnen und Verlangen und DIE TAT – sie blieb uns doch!“ An diesem Ort werden antifaschistische Widerstandskämpfer aus Chemnitz und den umliegenden Kreisen geehrt. Der Entwurf und die künstlerische Gestaltung des Ehrenhains lagen in den Händen von Clauss Dietel, Hans Brockhage, Gottfried Kohl und Heinz Schumann.

## Grabstellen bedeutender Persönlichkeiten
Am 19. Dezember 1878 wurde der Maschinenbau-Unternehmer Richard Hartmann auf dem Johannisfriedhof beerdigt. Sein Schwiegersohn Eduard Keller erwarb am 19. September 1884 eine Familiengrabstelle auf dem Neuen Friedhof. Durch den Erwerb einer Nachbarstelle am 4. Oktober 1884 wurde diese erweitert. Da sich der Johannisfriedhof in Schließung befand, wurden am 2. Juni 1904 die sterblichen Überreste von Hartmann und dessen Ehefrau Auguste in die neue Grabstätte überführt.

## Bilder

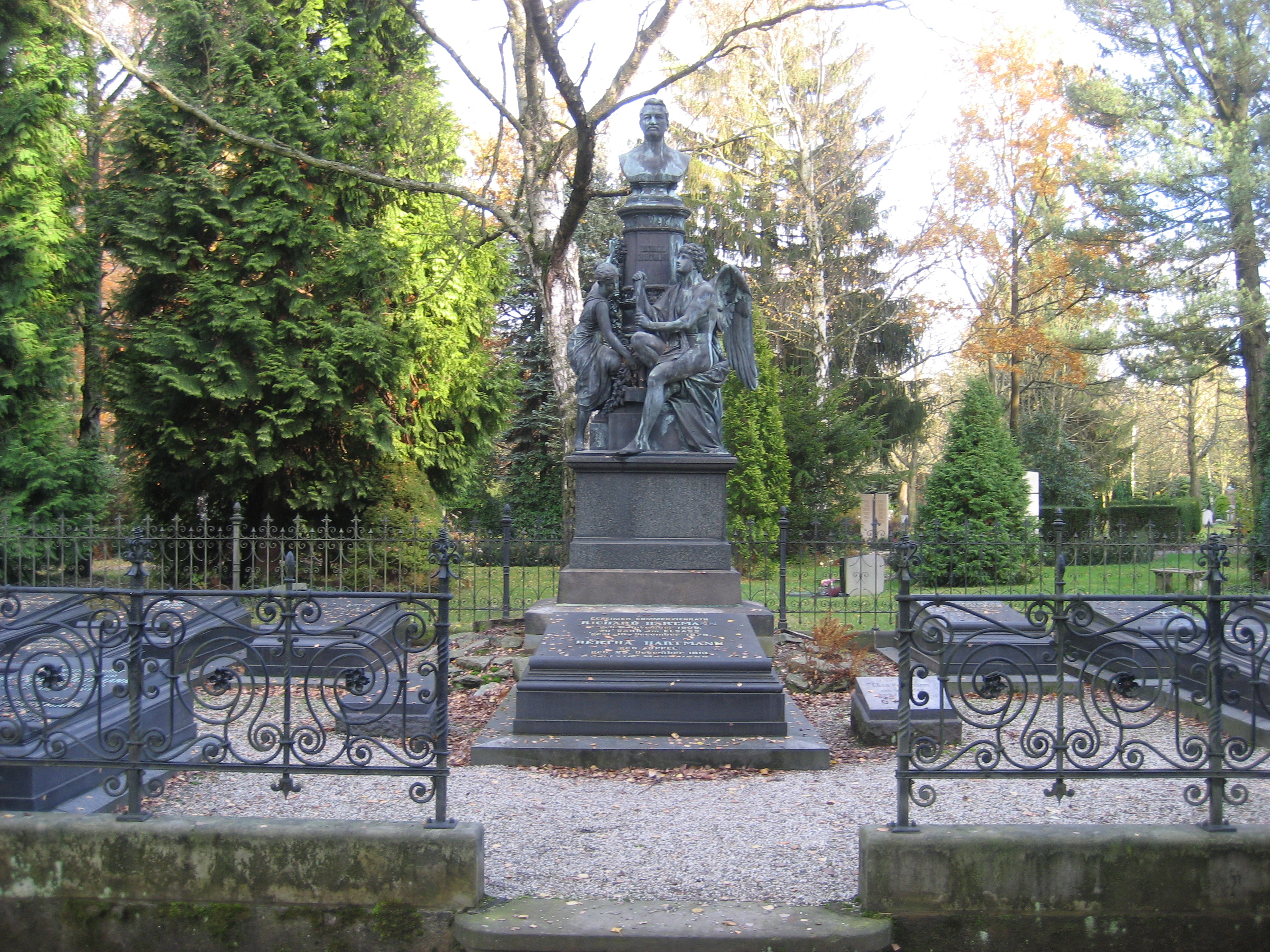
Familie Richard Hartmann
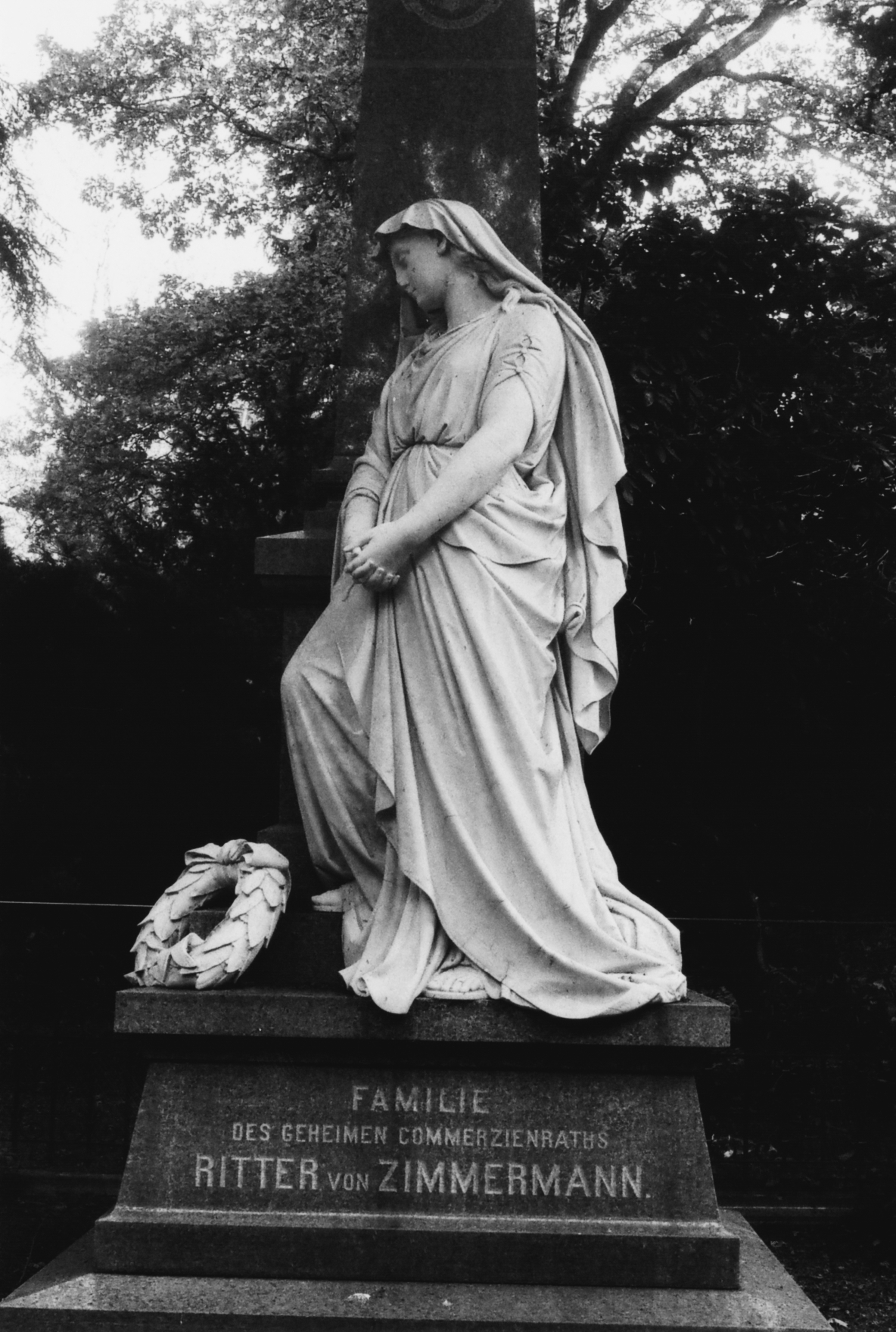
Familie Johann von Zimmermann
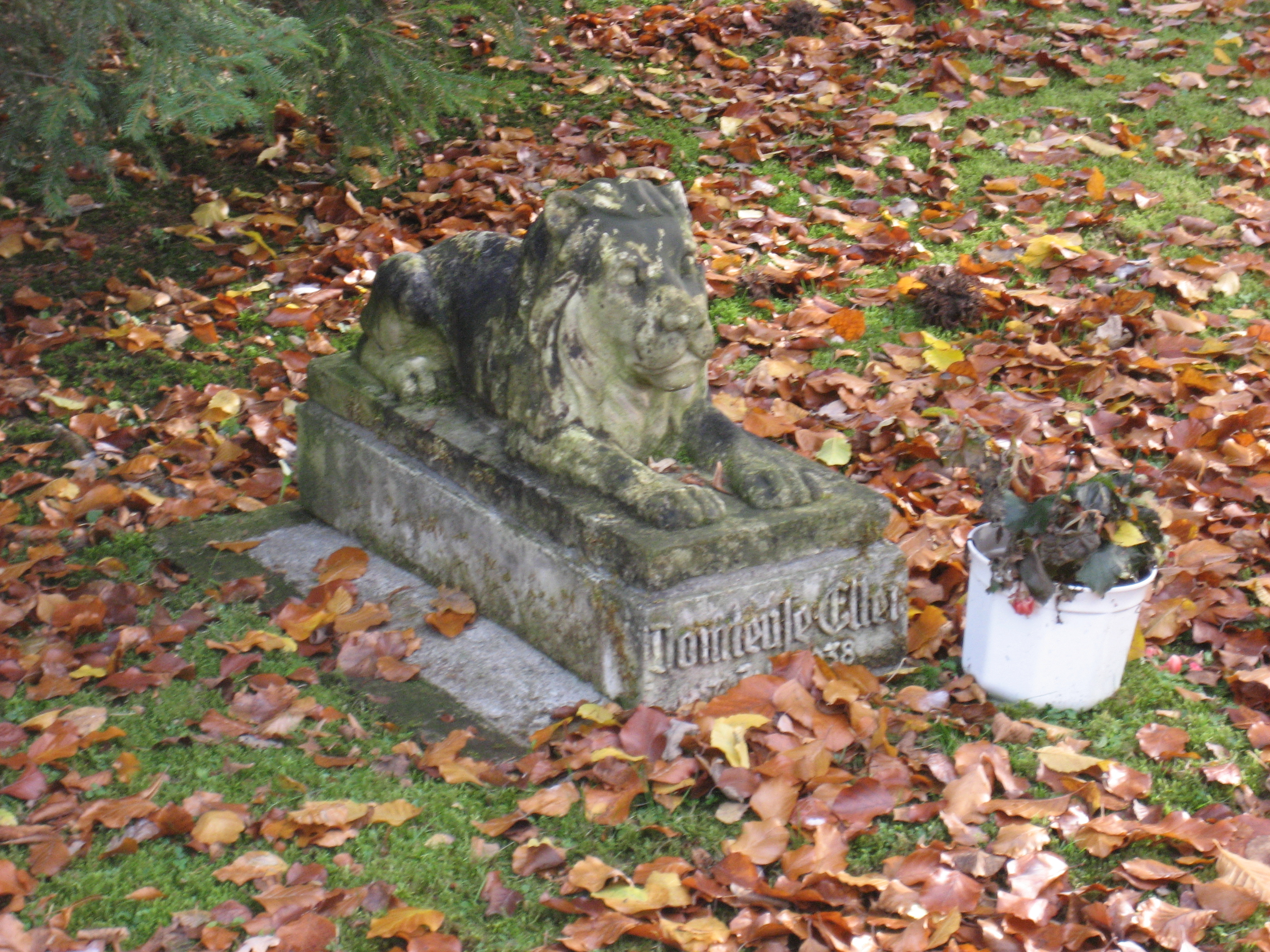
Dompteuse Eller
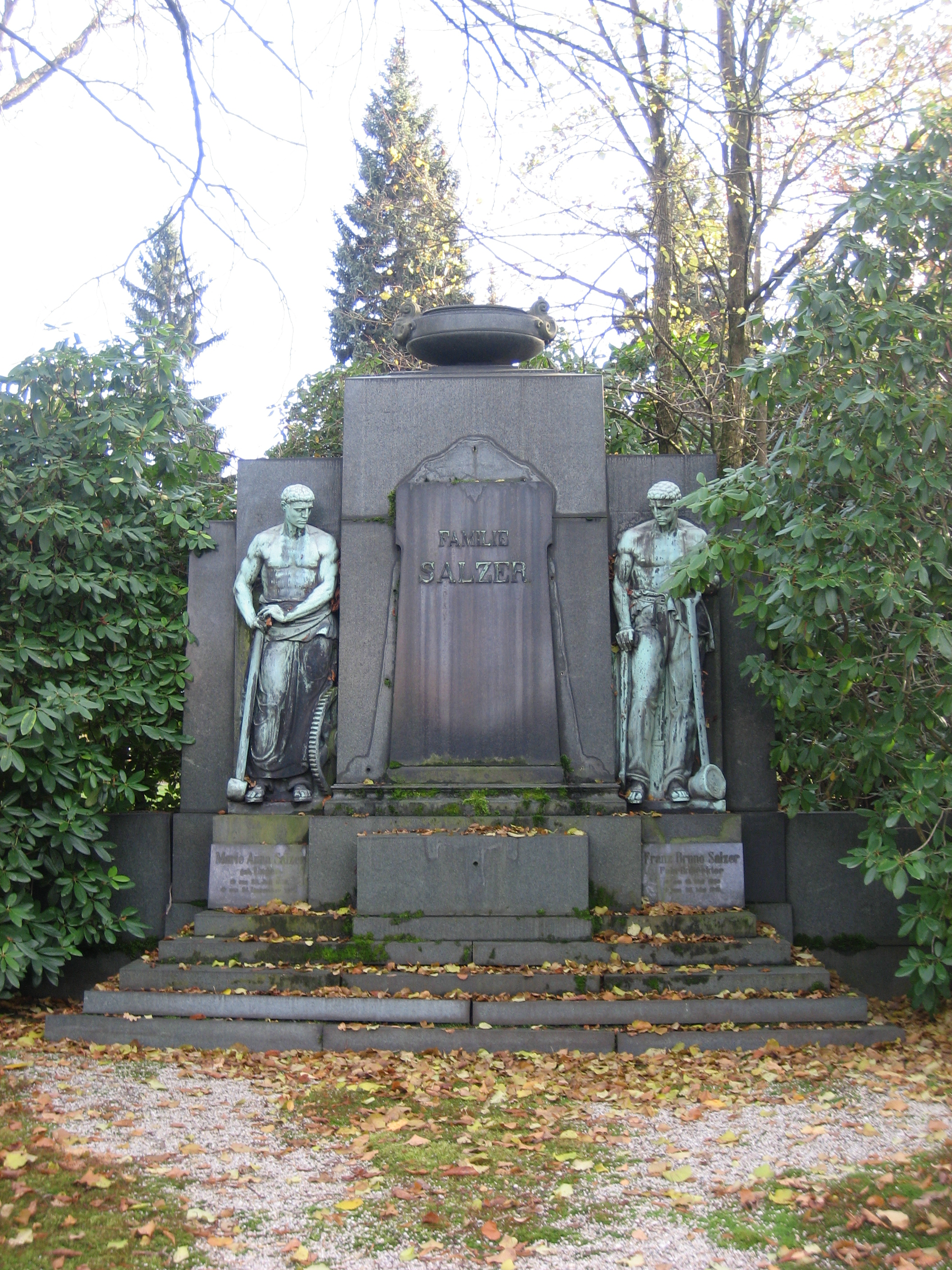
Unternehmer-Familie Salzer (Schubert & Salzer AG)
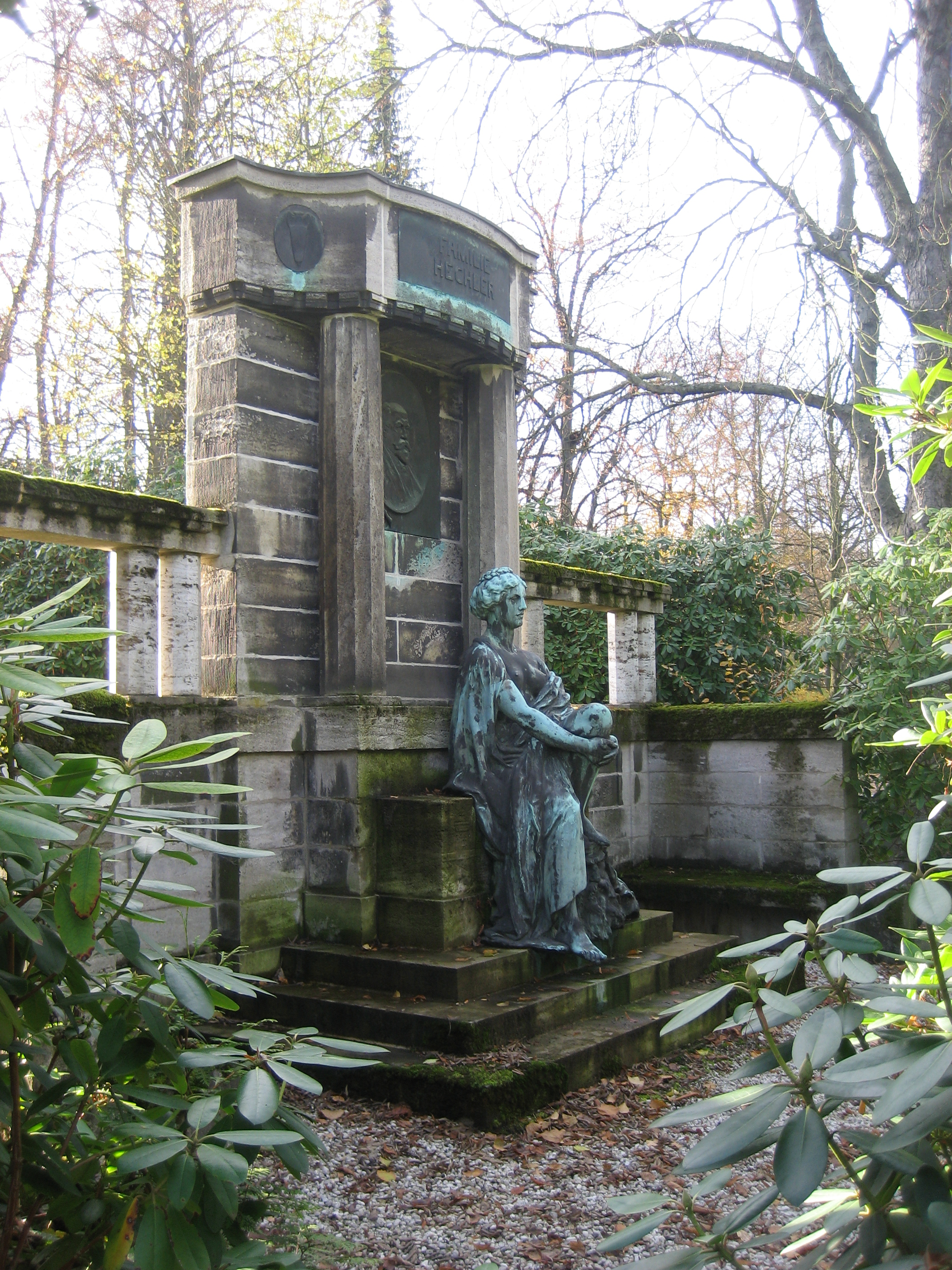
Stadtbaurat Eduard Hechler
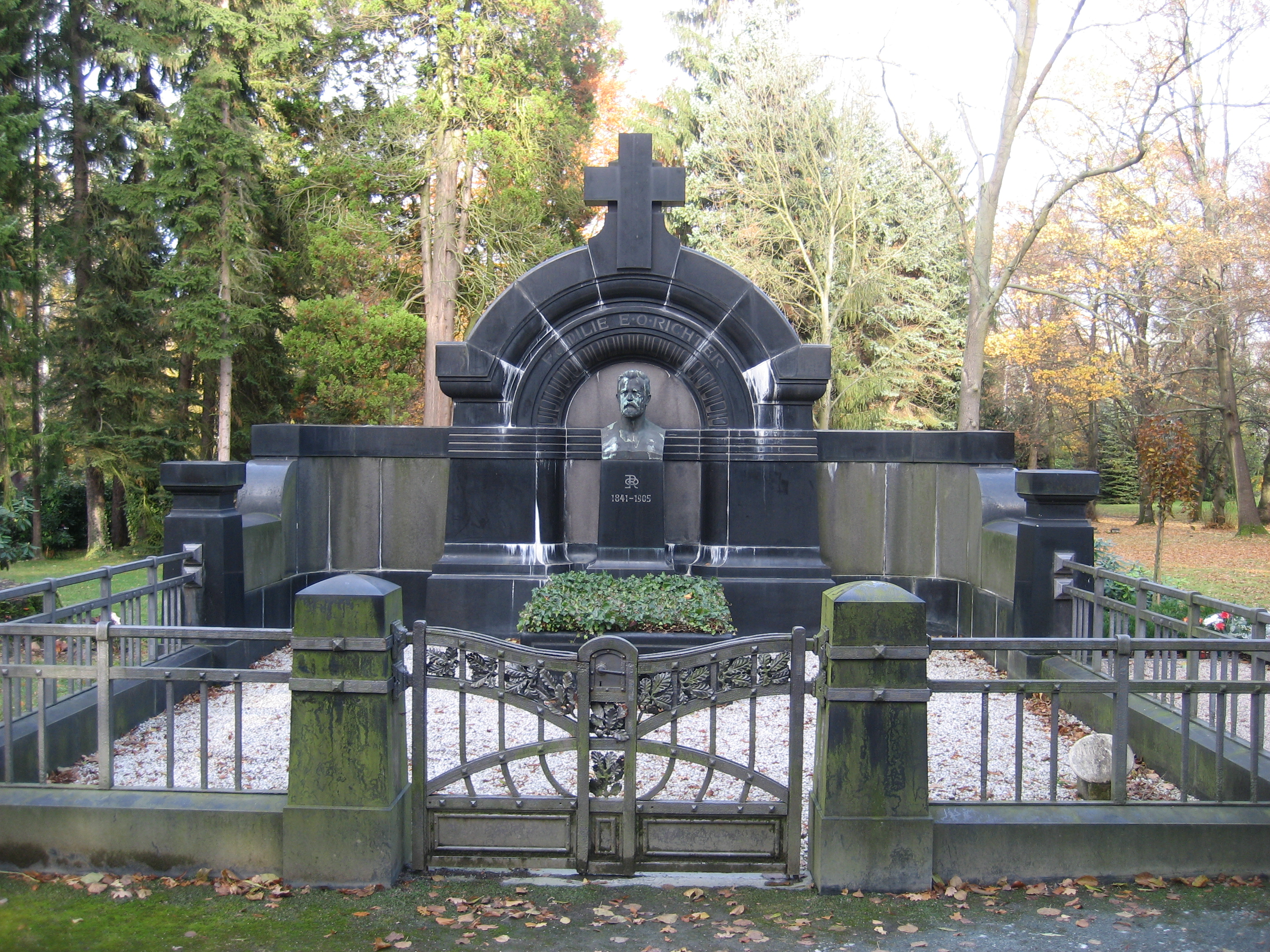
Familie Emil Oskar Richter
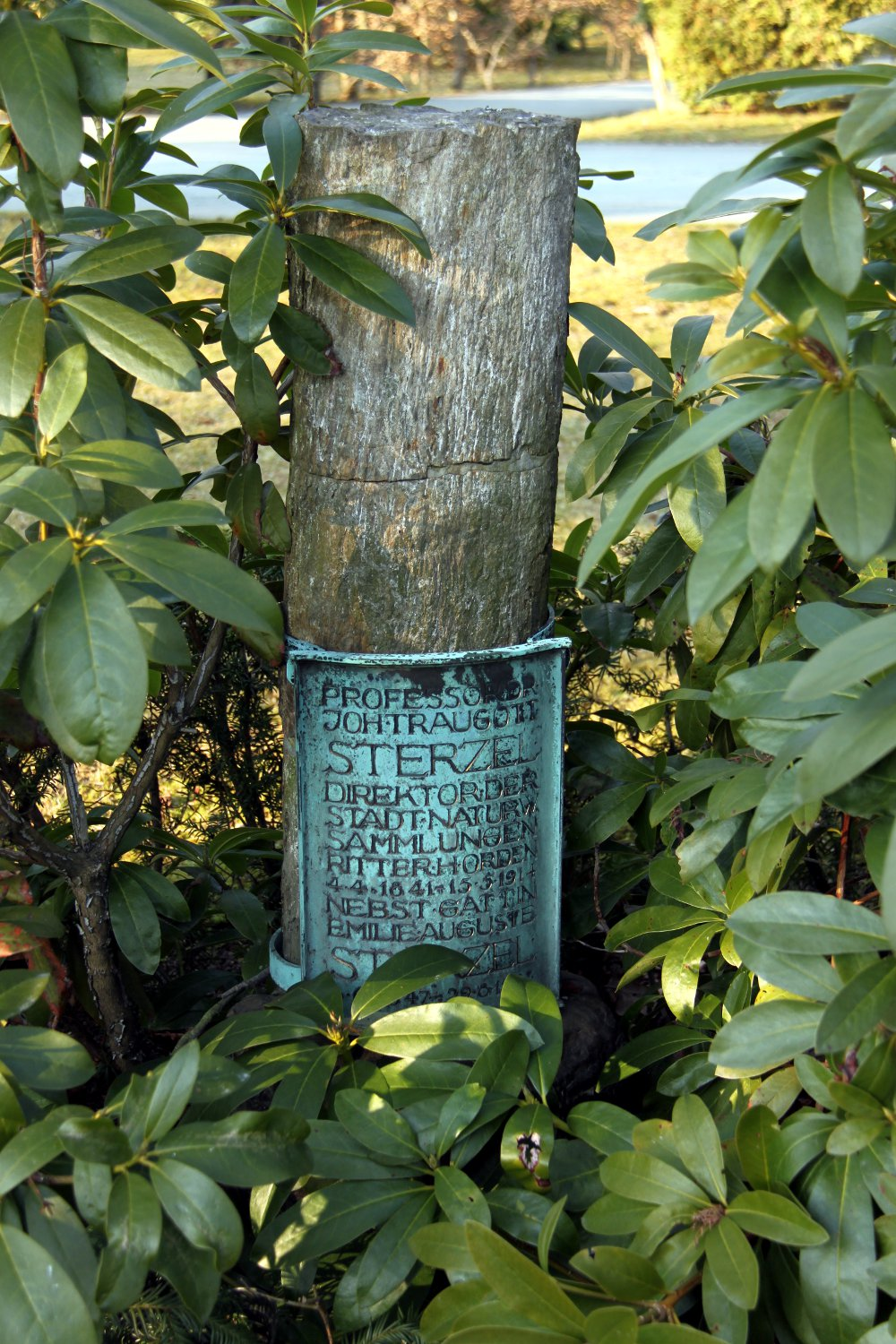
Familie Johann Traugott Sterzel
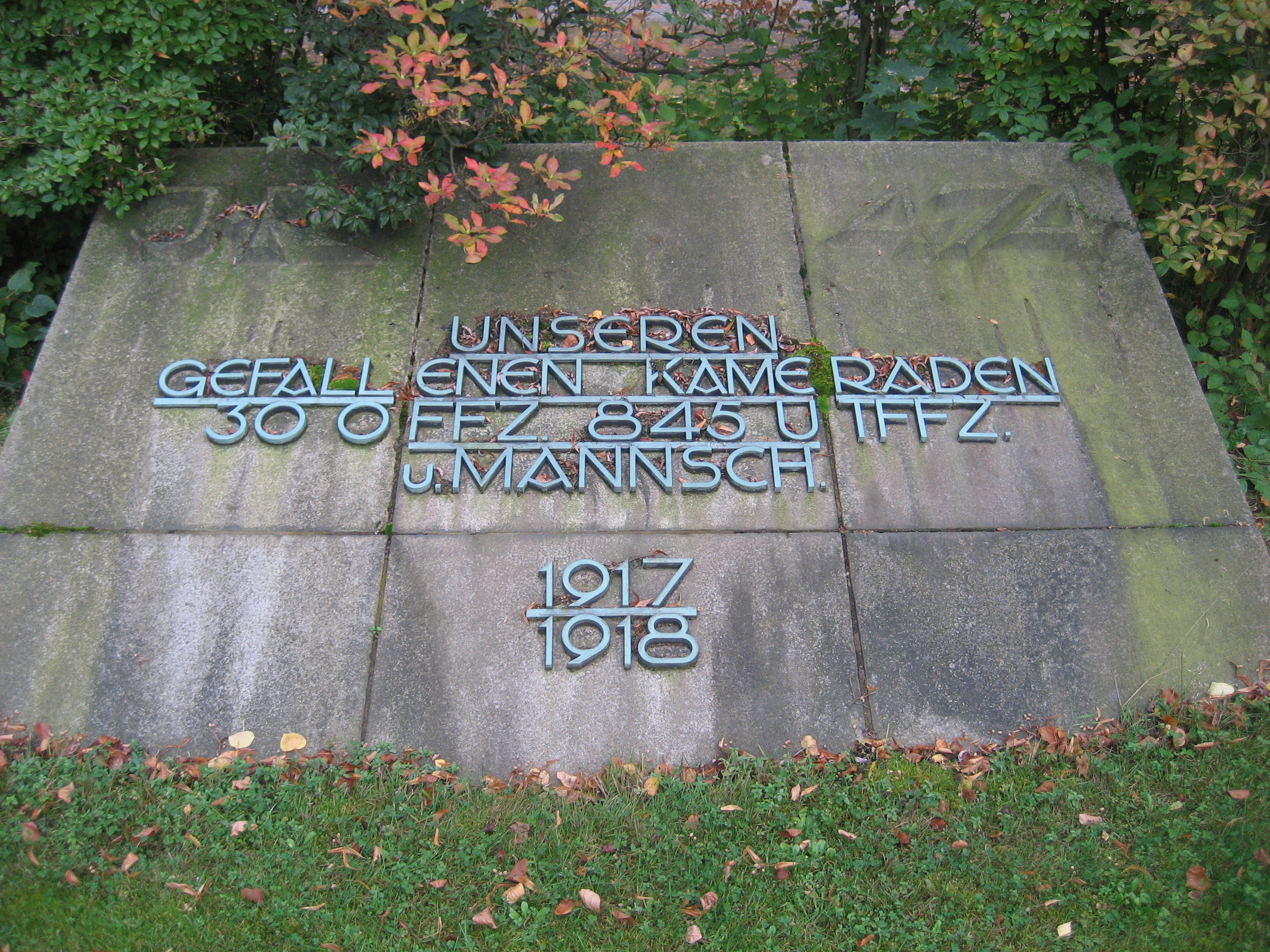
Denkmal für die Gefallenen des Infanterie-Regiments Nr. 474 im Ersten Weltkrieg
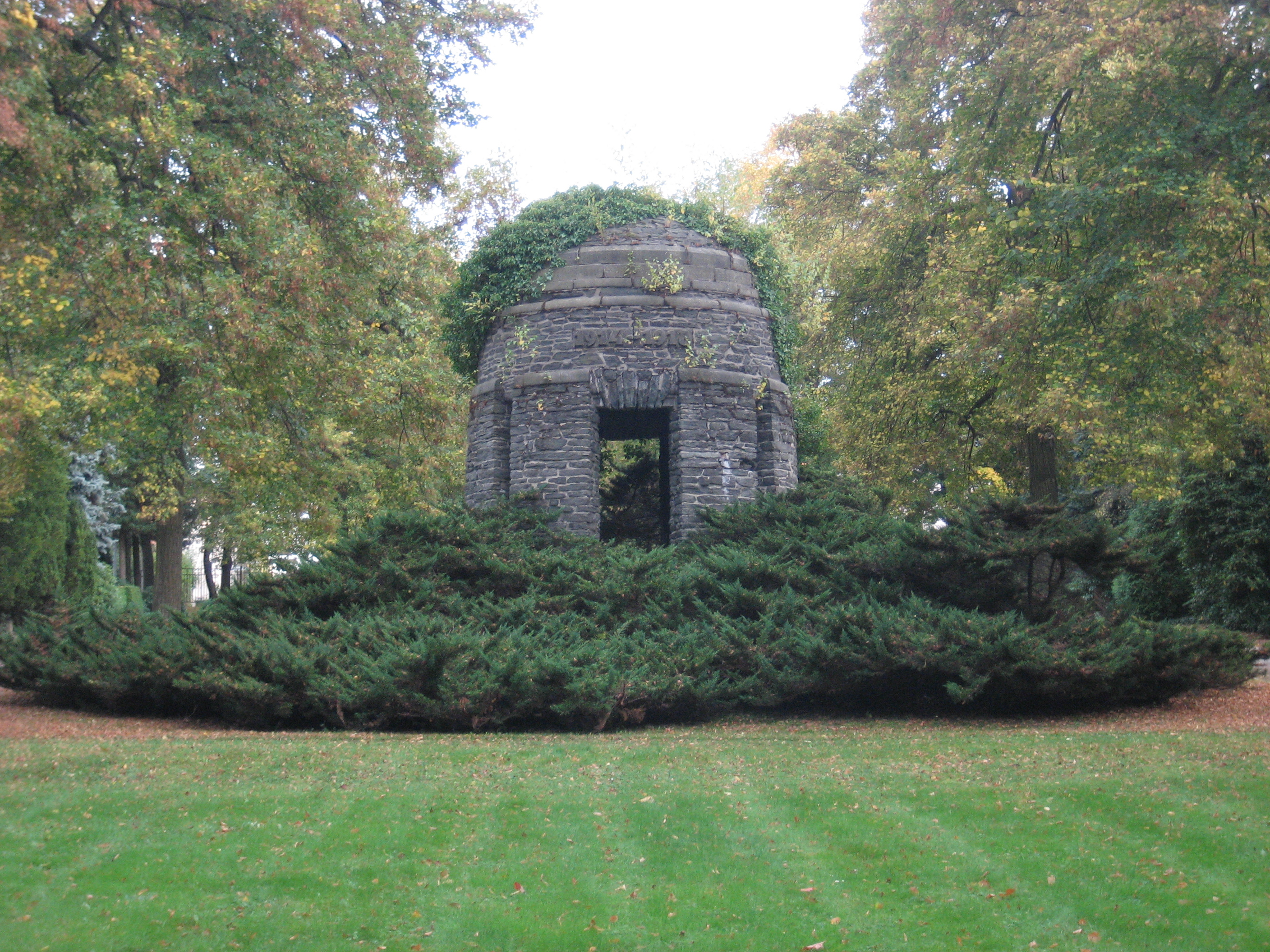
Denkmal für die Gefallenen des Infanterie-Regiments  Nr. 104 „Kronprinz“ im Ersten Weltkrieg
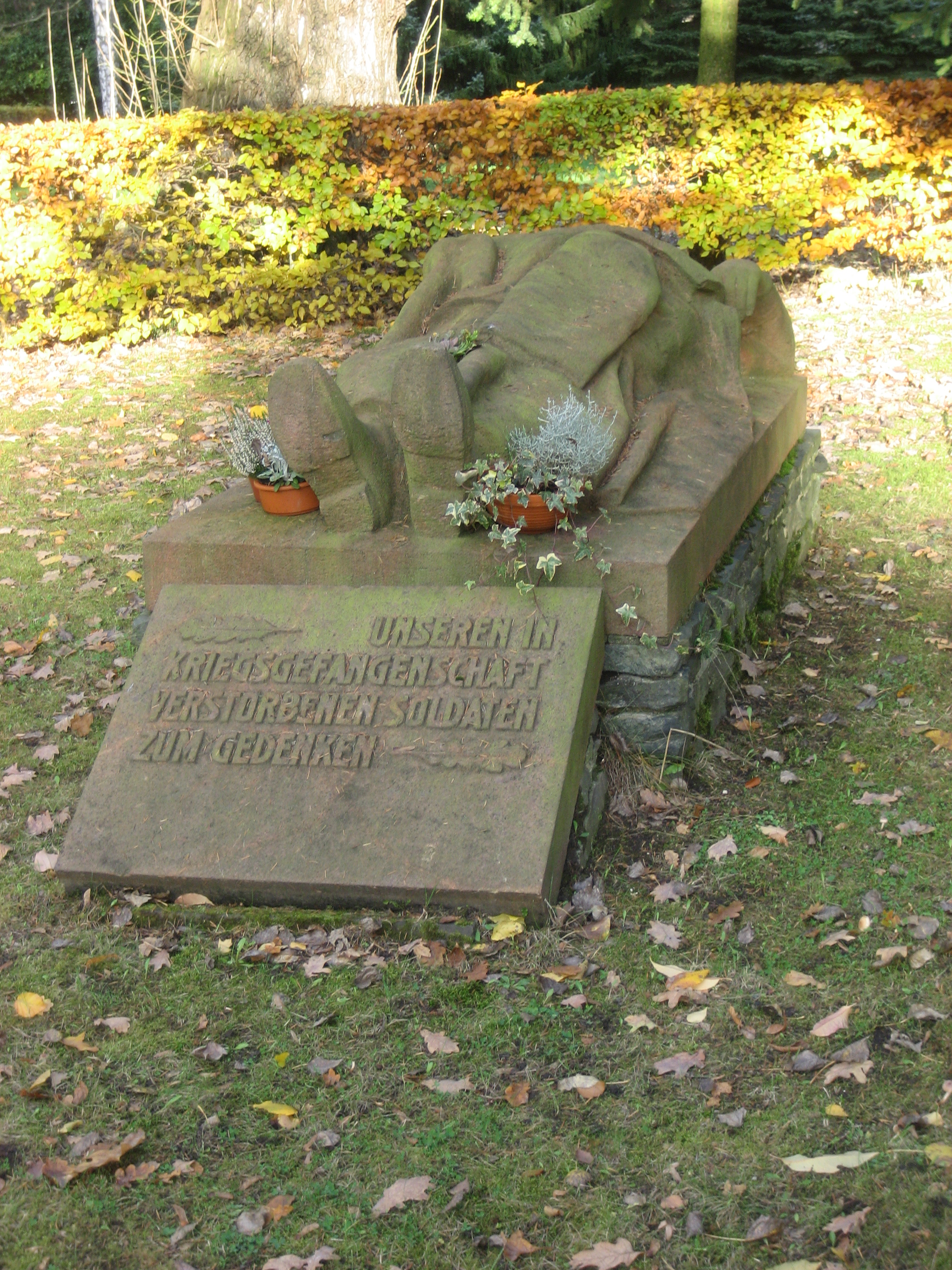
Denkmal für die in Kriegsgefangenschaft gestorbenen deutschen Soldaten
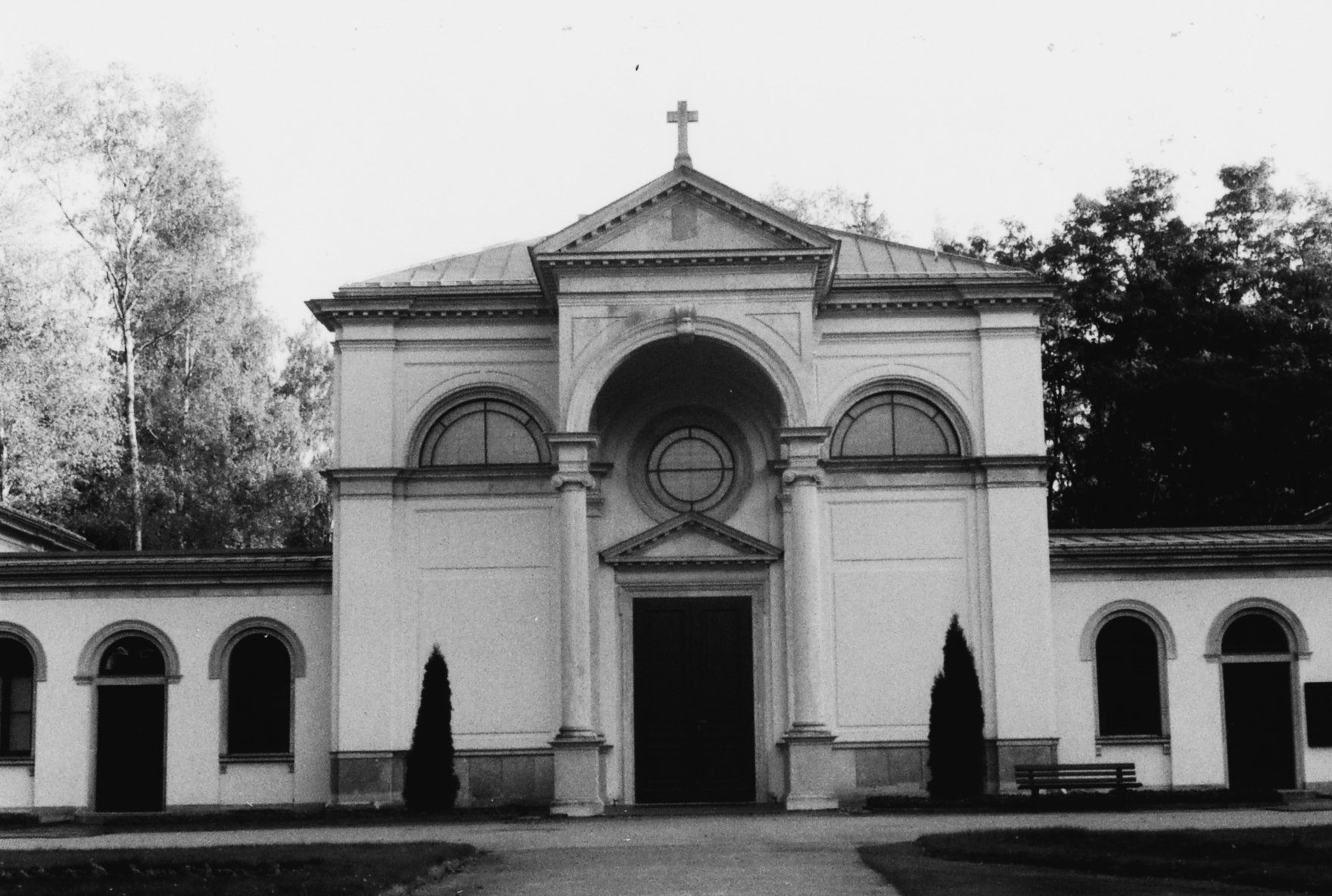
Feierhalle
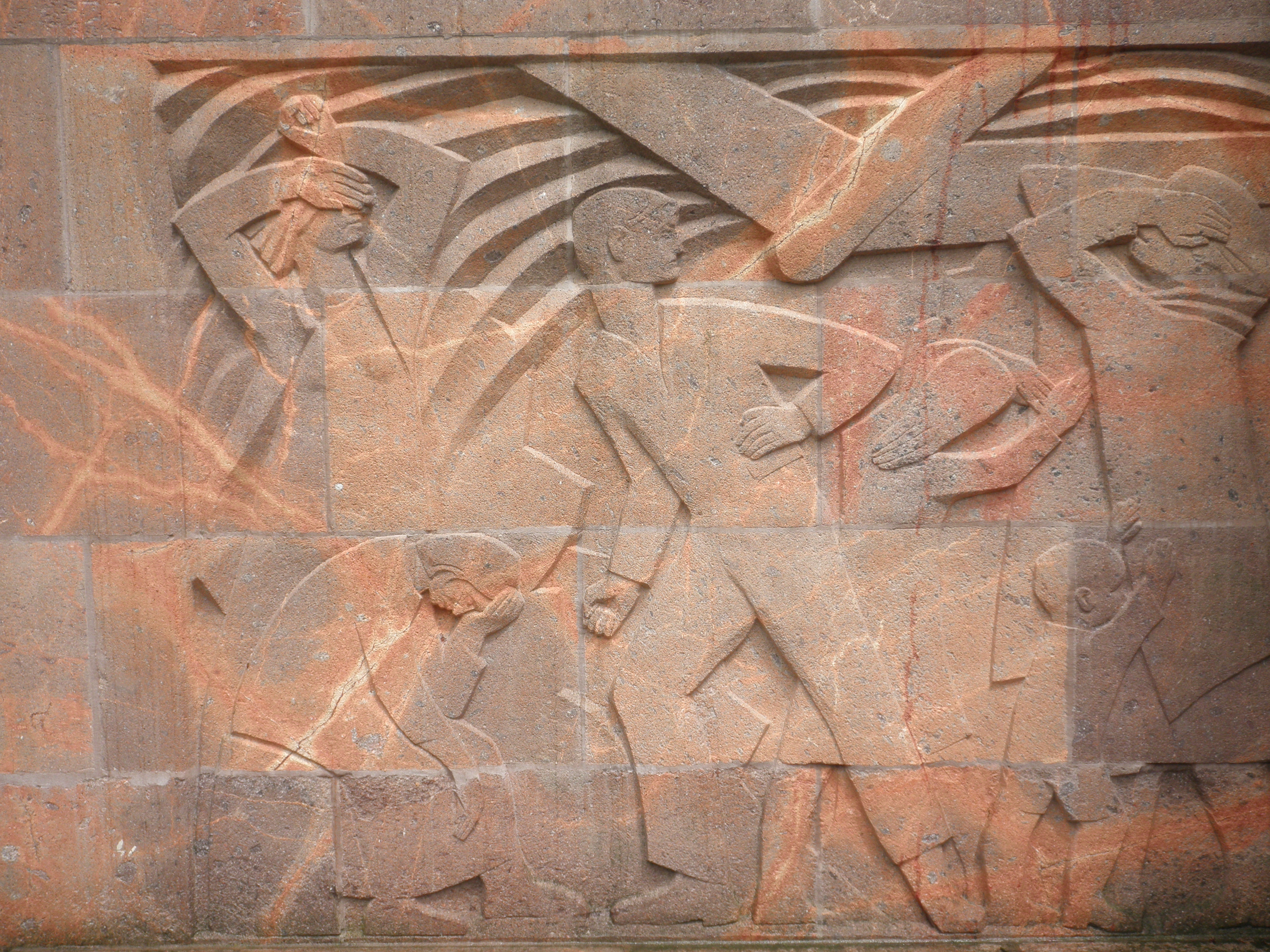
Detail vom Denkmal für die Bombenopfer von Chemnitz
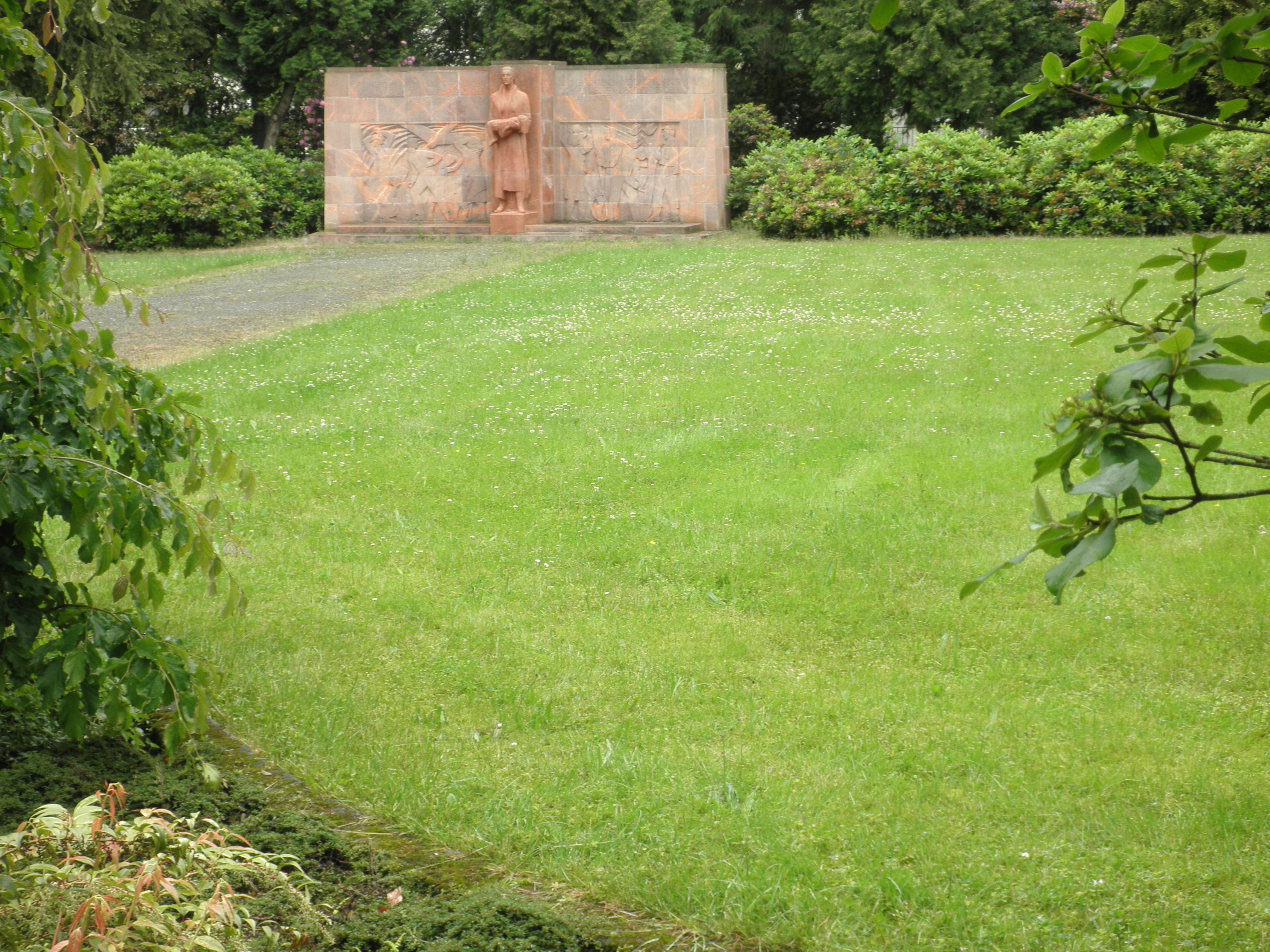
Massengräber für Bombenopfer
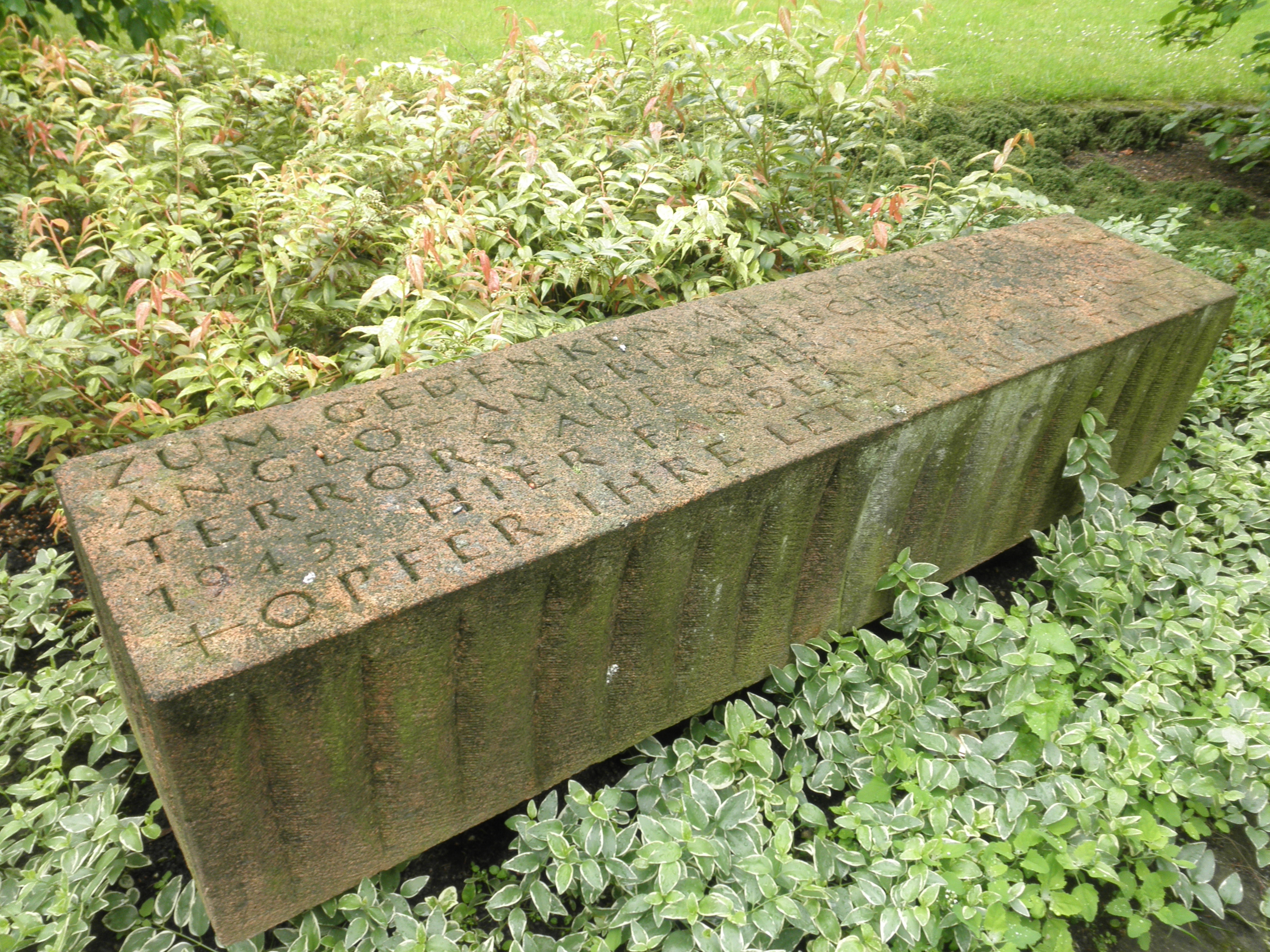
Gedenkstein für die 4.000 Bombenopfer vom 5. März 1945

## Nachweise
1. ↑  Mitteldeutscher Rundfunk: Mahnmal für Opfer der Bombenangriffe in Chemnitz geschändet.
2. ↑  Freie Presse: Mahnmal auf Chemnitzer Friedhof geschändet.